# Listă de piese de teatru franceze
Aceasta este o listă de piese de teatru franceze în ordine alfabetică:

## 0-9
- 10 ans de mariage (2012), de Alil Vardar
- 29 degrés à l'ombre (29 de grade la umbră, 1873), de Eugène Labiche
- Les 37 Sous de M. Montaudoin (1862), de Eugène Labiche

## A
- Adam și Eva (Adam et Ève, 1933), de Sacha Guitry
- Agésilas (1666), de Pierre Corneille
- Alexandru cel Mare (1665), de Jean Racine
- Alexandre VI (1847), de Jules Verne
- L'Amour médecin (1665), de Molière  (Jean-Baptiste Poquelin)
- Amphitryon (1668), de Molière
- Amphitryon 38 (1929), de Jean Giraudoux
- Andromaca (1667), de Jean Racine
- Andromède (1650), de Pierre Corneille
- Angelo (1835), de Victor Hugo
- Antigone (1942), de Jean Anouilh
- Antony (1831), de Alexandre Dumas
- Am Stram Gram (1941), de André Roussin
- Apollo din Bellac (1942), de Jean Giraudoux
- L'Architecte et l'Empereur d'Assyrie (1966), de Fernando Arrabal
- Arhipelagul Lenoir (L'Archipel Lenoir ou Il ne faut pas toucher aux choses inutiles, 1948), de Armand Salacrou
- Athalia (1691), de Jean Racine
- Attila (1667), de Pierre Corneille
- Au petit bonheur (1898), de Anatole France
- Avarul (1668), de Molière

## B
- Bacchus (1951), de Jean Cocteau
- Bajazet (1672), de Jean Racine

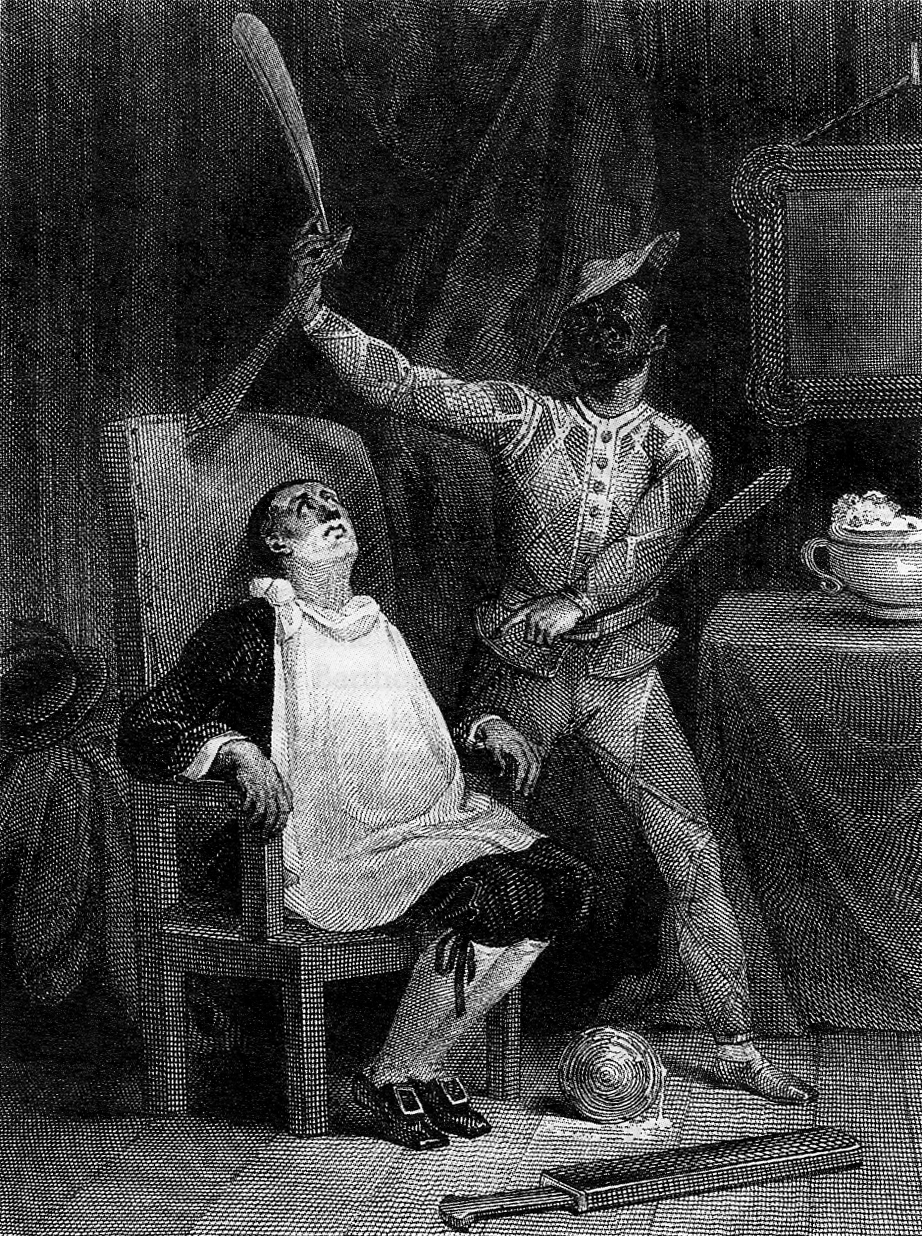
Bărbierul din Sevillia, (Paris : Dentu) 1884

- Bărbierul din Sevillia (Le Barbier de Séville ou la Précaution inutile, 1773),  de Pierre Beaumarchais
- Béranger (1920), de Sacha Guitry
- Bérénice (1670), de Jean Racine
- Bestialité érotique (1968), de Fernando Arrabal
- Bienfaisance, ou la bonne mère suivi de La bienfaisance récompensée (1788), de Olympe de Gouges
- Britannicus (1669), de Jean Racine
- Bolnavul închipuit  (1673), de Molière
- Burgravii (Les Burgraves, 1843), de Victor Hugo
- Burghezul gentilom (1670), de Molière

## C
- Caniota  ("La cagnotte", 1864), de Eugène Labiche
- Le Carrosse du Saint Sacrement (1829), de Prosper Mérimée[1]
- Călătoria domnului Perrichon ("Le voyage de M. Perrichon", 1860), de Eugène Labiche
- Căsătorie cu de-a sila (1664), de Molière
- Cântarea Cântărilor (1938), de Jean Giraudoux
- Cântăreața cheală (La Cantatrice chauve, 1950), de Eugen Ionescu
- Cei doi prieteni sau Negustorul din Lyon (Les Deux amis ou Le Négociant de Lyon, 1770),  de Pierre Beaumarchais
- Chantecler (1910), de Edmond Rostand
- Charles VII chez ses grands vassaux (1831), de Alexandre Dumas
- Chatterton (1835), de Alfred de Vigny
- Le Cid (1637), de Pierre Corneille
- Cinna ou la Clémence d'Auguste (1641), de Pierre Corneille
- Clitandre ou l’Innocence persécutée (1631), de Pierre Corneille
- Crainquebille (1903), de Anatole France
- Cromwell (1822), de Prosper Mérimée
- Colonia (1750), de Pierre de Marivaux
- Comedia celui care si-a luat de nevasta o femeie mută (La Comédie de celui qui épousa une femme muette, 1908), de Anatole France
- La Comtesse d'Escarbagnas (1671), de Molière
- La Conspiration des poudres (1846), de Jules Verne
- Le Couvent, ou les vœux forcés (1790), de Olympe de Gouges
- Cromwell (1827), de Victor Hugo
- Cu ușile închise (Huis Clos, 1944), de Jean-Paul Sartre
- Cyrano de Bergerac (1897), de Edmond Rostand

## D
- Les Démocrates et les aristocrates, ou les curieux du champ de Mars (1790), de Olympe de Gouges
- Dineu cu proști (Le Dîner de Cons, 1993), de Francis Veber
- Disputa (1744), de Pierre de Marivaux
- Doctor fără voie (1668), de Molière
- Doctorul zburător (1645), de Molière
- Dom Juan sau petrecerea lui Pierre (1665), de Molière
- Don Sanche d’Aragon (1649), de Pierre Corneille

## E
- L'École des ménages (1839), de Honoré de Balzac
- Electra (1937), de Jean Giraudoux
- L'Enfant prodigue (1736), de Voltaire
- L’Entrée de Dumouriez à Bruxelles, ou les vivandiers (1793), de Olympe de Gouges
- L'Envieux (1738), de Voltaire
- L’Esclavage des Noirs, ou l’heureux naufrage (1792), de Olympe de Gouges
- Eugénie (1767),  de Pierre Beaumarchais
- Eupalinos ou l'Architecte  (1921), de Paul Valéry

## F
- Le Fanatisme ou Mahomet le prophète (1741), de Voltaire
- Felicie (1757), de Pierre de Marivaux
- Femeile savante (1672), de Molière
- La France sauvée, ou le tyran détrôné (1792), de Olympe de Gouges

## G
- La Galerie du Palais (1633), de Pierre Corneille
- George Dandin (1668), de Molière
- Les Gracques (neterminată; publicată în 1958), de Jean Giraudoux
- Guzla (La Guzla, ou Choix de Poesies Illyriques recueillies dans la Dalmatie, la Croatie et l'Herzegowine, 1827), de Prosper Mérimée

## H
- Henric al III-lea și curtea sa (1829), de Alexandre Dumas
- Héraclius (1647), de Pierre Corneille
- Hernani (Hernani ou l'honneur castillan, 1830), de Victor Hugo
- L’Homme généreux (1786), de Olympe de Gouges
- Horace (1640), de Pierre Corneille

## I
- Iliada în versuri franceze (L'Iliade en vers français, 1714), de Antoine Houdar de La Motte
- L’Illusion comique (1636), de Pierre Corneille
- Inès de Castro (1723), de Antoine Houdar de La Motte
- Iphigénie (1674), de Jean Racine
- Insula rațiunii sau Oamenii cei mici (L'Isle de la Raison ou Les Petits Hommes, 1727), de Pierre de Marivaux
- Insula sclavilor (L'ile des esclaves, 1725), de Pierre de Marivaux
- Intermezzo  (1933), de Jean Giraudoux
- L'Impromptu de Paris (1937), de Jean Giraudoux

## Î
- Îndrăgostiții magnifici (1670), de Molière
- Întâlnirea lui Amor si Cupidon (Reunion des Amours, 1731), de Pierre de Marivaux
- Întâlnire la Senlis (Le Rendez-vous de Senlis, 1941) de Jean Anouilh

## J
- La Jacquerie (1828), de Prosper Mérimée
- La Jalousie du barbouillé (1660), de Molière
- Judith (1931), de Jean Giraudoux

## K
- Kean (1836), de Alexandre Dumas
- Kéraban-le-Têtu (1883), de Jules Verne

## L
- Lorsque l'enfant paraît (Când vine barza[2] sau Vine barza,[3] 1951), de André Roussin

## M
- Le Mannequin d'osier (1928), de Anatole France
- La Marâtre (1848), de Honoré de Balzac
- La Maréchale d'Ancre (1831), de Alfred de Vigny
- Le Mariage inattendu de Chérubin (1786), de Olympe de Gouges
- Marion Delorme (1831), de Victor Hugo
- Mănușa roșie (Le Gant rouge, 1888), de Edmond Rostand
- Médée (1635), de Pierre Corneille
- Mélicerte (1666), de Molière
- Mélite (1629, prima lucrare, comedie), de Pierre Corneille
- Le Menteur (1644), de Pierre Corneille
- Mercadet ou le faiseur (1848), de Honoré de Balzac
- Mérope (1743), de Voltaire
- Michel Strogoff (1880), de Jules Verne
- Mirabeau aux Champs Élysées, Paris, Garnery, (1791), de Olympe de Gouges
- Mitridate (1673),  de Jean Racine
- Mizantropul (1667), de Molière
- Molière chez Ninon, ou le siècle des grands hommes (1788), de Olympe de Gouges
- Monsieur de Pourceaugnac (1669), de Molière
- La Mort de César (1735), de Voltaire
- La Mort de Pompée (1643), de Pierre Corneille

## N
- Nebuna din Chaillot (1945), de Jean Giraudoux
- La Nécessité du divorce (1790), de Olympe de Gouges
- Nicomède (1651), de Pierre Corneille
- Noul locatar (1955, Le Nouveau Locataire), de Eugen Ionescu
- Nunta din Corint (Noces corinthiennes, 1876), dramă antică în versuri de Anatole France
- Nunta lui Figaro (La Folle journée ou Le Mariage de Figaro, 1778), de Pierre Beaumarchais

## O
- O pălărie de paie din Italia ("Un chapeau de paille d'Italie", 1851), de Eugène Labiche
- Œdipe (1659), de Pierre Corneille
- Œdipe (1718), de Voltaire
- Ondine  (1939), de Jean Giraudoux
- Othon (1664), de Pierre Corneille

## P
- Pământul e rotund (La terre est ronde, 1937), de Armand Salacrou[4]
- Paméla Giraud (1842), de Honoré de Balzac
- Pastorala comică (1667), de Molière
- Pentru Lucreția (1953), de Jean Giraudoux
- Pertharite (1651), de Pierre Corneille
- La Petite Hutte (1947), de André Roussin
- Phèdre (1677), de Jean Racine
- Le Philosophe corrigé ou le cocu supposé (1787), de Olympe de Gouges
- La Place royale (1634), de Pierre Corneille
- Les Plaideurs (noiembrie 1668), de Jean Racine
- Polyeucte (1642), de Pierre Corneille
- Prețioasele ridicole (1659), de Molière
- Prințesa din Elida (1664), de Molière
- Prințesa îndepărtată (La princesse lointaine, 1895), de Edmond Rostand
- Psyché (1671), de Pierre Corneille, Molière și Philippe Quinault
- Puiul vulturului (L'aiglon, 1900), de Edmond Rostand
- Pulchérie (1672), de Pierre Corneille

## R
- Război cu Troia nu se face (1935), de Jean Giraudoux
- Regele petrece (Le roi s'amuse, 1832), de Victor Hugo
- Les Ressources de Quinola (1842), de Honoré de Balzac
- Rodogune (1644), de Pierre Corneille
- Romanțioșii (Les romanesques, 1894), de Edmond Rostand
- Rinocerii (1959), de Eugen Ionescu
- Ruy Blas (1837), de Victor Hugo

## S
- Sălbatica ('"La sauvage", 1938), de Jean Anouilh
- Sganarelle sau încornoratul închipuit (1660), de Molière
- Sertorius (1662), de Pierre Corneille
- Sicilianul sau amorul pictor (1667), de Molière
- Siegfried (1928), de Jean Giraudoux
- Sodome et Gomorrhe (Sodoma și Gomora, 1943), de Jean Giraudoux
- Sophonisbe (1663), de Pierre Corneille
- La Suite du Menteur (1645), de Pierre Corneille
- La Suivante (1634), de Pierre Corneille
- Supplément au voyage de Cook (1935), de Jean Giraudoux
- Suréna (1674), de Pierre Corneille

## Ș
- Școala bărbaților (1661), de Molière
- Școala femeilor (1662), de Molière

## T
- Tartuffe (1664), de Molière
- Tebaida (1664), de Jean Racine
- Tessa (1934), de Jean Giraudoux
- Le Théâtre de Clara Gazul (1825), de Prosper Mérimée
- Théodore (1646), de Pierre Corneille
- Tite et Bérénice (1670), de Pierre Corneille
- La Toison d'or (1660), de Pierre Corneille
- La Tour de Nesle (1832), de Alexandre Dumas
- Triumful lui Plutus (1728), de Pierre de Marivaux

## U
- Ubu Rege (Ubu roi, 1897), de Alfred Jarry
- Ultima noapte a lui Don Juan (La Dernière Nuit de Don Juan, 1911), de Edmond Rostand

## V
- Valsul hazardului (1986), de Victor Haïm
- Vautrin (1839), de Honoré de Balzac
- La Veuve (1632), de Pierre Corneille
- Vicleniile lui Scapin (1671), de Molière
- Vocea umană (1930) de Jean Cocteau
- Voyage à travers l'Impossible (1882), de Jules Verne și Adolphe Dennery
- Le Voyage de monsieur Perrichon (1860), de Eugène Labiche

## Z
- Zaïre (1732), de Voltaire
- Zamore et Mirza, ou l’heureux naufrage (1788), de Olympe de Gouges
- Zăpăcitul (1665), de Molière